# 乔治王岛

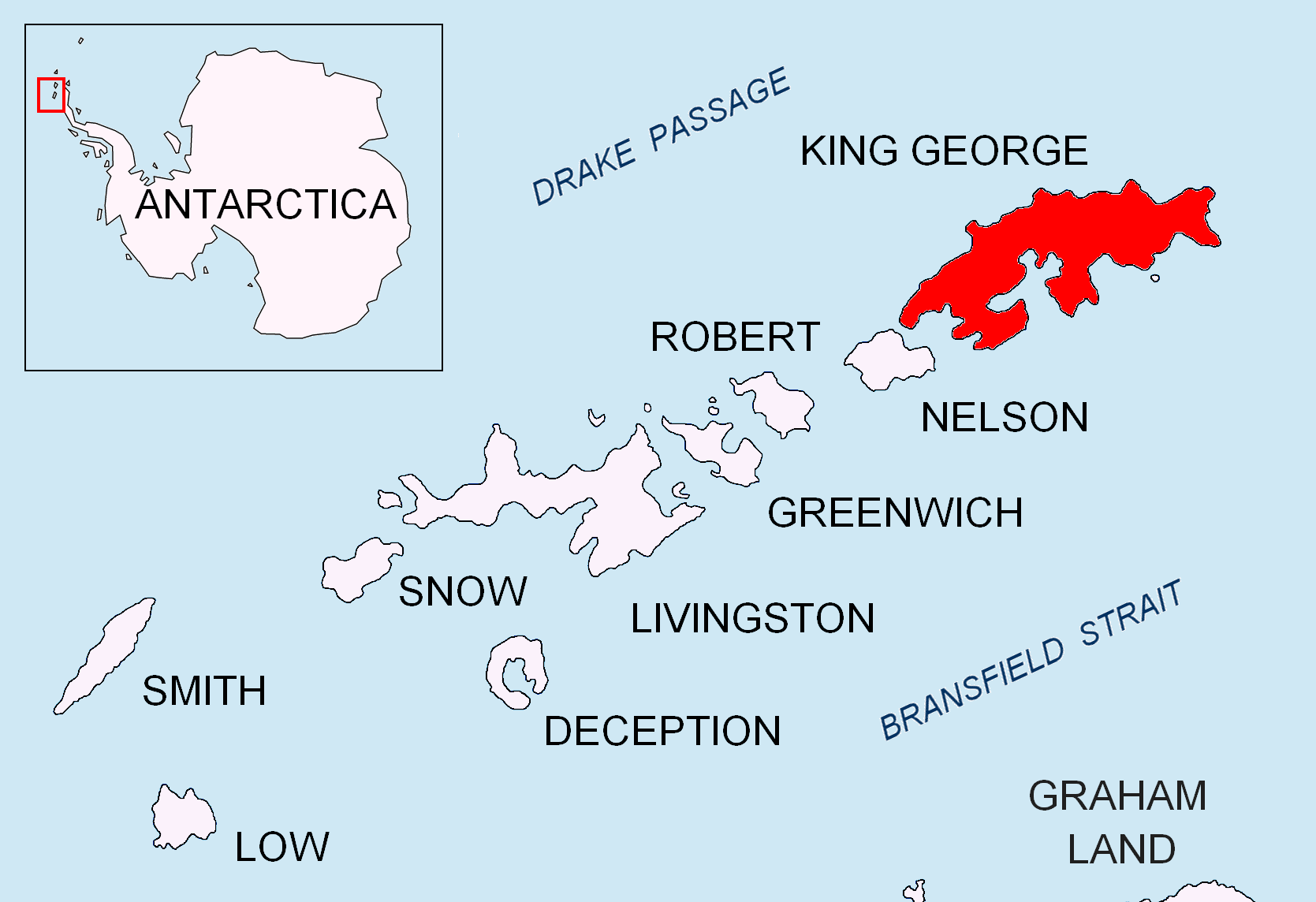
喬治王島的地理位置

乔治王岛（英語：King George Island）是南设得兰群岛其中最大的岛屿，位于62°23'S， 58°27'W ，120公里附近的海面上。目前，乔治王岛已经有阿根廷，巴西，智利，中国，韩国，秘鲁，波兰，俄罗斯，乌拉圭等国建立的南极科学考察站对该地区进行生物学，生态学，地质学和古生物学的研究。

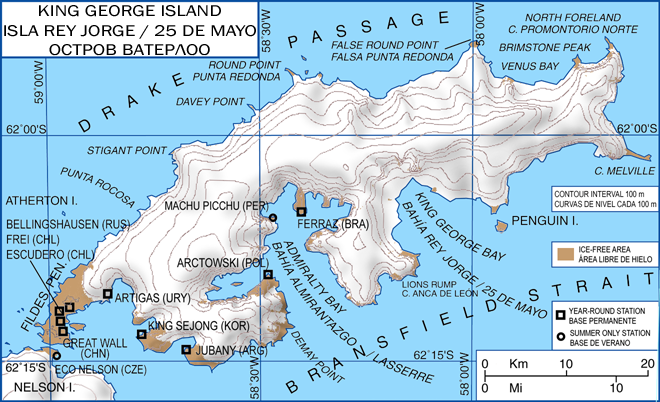
喬治王島地圖

## 地理
乔治王岛有三个主要海湾，马克斯韦尔湾、阿德默勒尔蒂湾和乔治王湾。根据《南极条约环境保护议定书》，阿德默勒尔蒂湾作为南极特别管理区受到保护。

## 历史
1819年10月16日，该岛首次被英国宣称拥有主权，1908年正式被英国吞并，成为福克兰群岛的一部分，现在成为英属南极领地的一部分。1940年，智利宣布该岛为智利南极领地的一部分。1943年，阿根廷也声称它是阿根廷南极属地的一部分，将其称为五月二十五日岛（Isla Venticinco de Mayo）。

## 气候
该岛的气候受到周围海洋的强烈影响。依据柯本气候分类法的划分，它是南极洲为数不多的苔原气候而非极地冰原气候的地区之一。